# 中野悟史
中野 悟史（なかの さとし）は、日本の男性アニメーター、アニメ演出家。株式会社バグフィルム取締役。東京デザイナー学院講師。

## 来歴・人物
大学時代は工学部に進学し、人工知能などを研究していた。在学中、大好きだった漫画のアニメ化作品を見てアニメーションに魅力を感じるようになり、東京デザイナー学院に入学。2007年、アニメーション科アニメーション専攻を卒業後、オー・エル・エムへ入社し動画マンとして働く。後に社内の原画テストの受験条件を満たしてテストを受験。見事合格し、原画マンへと昇格する。
『たまごっち!』シリーズでは作画監督・原画を務めるだけでなく、エンディングアニメーションの絵コンテも担当。演出の仕事も手がけるようになっている。
オー・エル・エムを経て、バグフィルムに所属し同社の取締役を務めている。

## 参加作品

### テレビアニメ
2006年
- ポケットモンスター ダイヤモンド&パール（2006年 - 2010年、動画）

2007年
- デルトラクエスト（2007年 - 2008年、動画）
- ながされて藍蘭島（動画）

2008年
- クリスタル ブレイズ（動画）
- イナズマイレブン（2008年 - 2011年、原画・動画）

2009年
- たまごっち!（2009年 - 2012年、作画監督・原画・OP原画・ED絵コンテ/原画）

2011年
- イナズマイレブンGO（2011年 - 2012年、OP#2原画）

2012年
- イナズマイレブンGO クロノ・ストーン（OP#1原画）
- たまごっち! ゆめキラドリーム（2012年 - 2013年、作画監督・ED絵コンテ/原画）

2013年
- ポケットモンスター THE ORIGIN（#4アクション作画監督）
- たまごっち! みらくるフレンズ（2013年 - 2014年、作画監督・ED絵コンテ/原画）

2014年
- ピンポン THE ANIMATION（原画）
- GO-GO たまごっち!（#1-12キャラクター設定・#50原画・ED絵コンテ/原画）

2016年
- ポケットモンスター サン&ムーン（2016年 - 2019年、キャラクターデザイン）

2022年
- サマータイムレンダ（副監督・総作画監督）

### 劇場アニメ
2007年
- えいがでとーじょー! たまごっち ドキドキ! うちゅーのまいごっち!?（動画）
- 劇場版ポケットモンスター ダイヤモンド&パール ディアルガVSパルキアVSダークライ（動画）

2008年
- 真救世主伝説 北斗の拳ZERO ケンシロウ伝（動画）
- 映画! たまごっち うちゅーいちハッピーな物語!?（動画）
- 劇場版ポケットモンスター ダイヤモンド&パール ギラティナと氷空の花束 シェイミ（動画）

2010年
- 劇場版ポケットモンスター ダイヤモンド&パール 幻影の覇者 ゾロアーク（原画）
- 劇場版イナズマイレブン 最強軍団オーガ襲来（原画）

2011年
- 劇場版イナズマイレブンGO 究極の絆 グリフォン（第二原画）

2013年
- 劇場版ポケットモンスター ベストウイッシュ 神速のゲノセクト ミュウツー覚醒（作画監督）

2014年
- ピカチュウ、これなんのカギ?（ED絵コンテ）

2015年
- ポケモン・ザ・ムービーXY 光輪の超魔神 フーパ（総作画監督）

2016年
- ポケモン・ザ・ムービーXY&Z ボルケニオンと機巧のマギアナ（キャラクターデザイン・総作画監督）

2020年
- 劇場版ポケットモンスター ココ（作画監督・原画）

2022年
- 犬王（総作画監督）

2024年
- 映画ドラえもん のび太の地球交響楽（総作画監督）

2025年
- 映画ドラえもん のび太の絵世界物語（原画）

### ゲーム
- 妖怪ウォッチ（2013年、アニメーション作画監督）